# Herzem Gusmão
Herzem Gusmão Pereira (Vitória da Conquista, 2 de junho de 1948 — São Paulo, 18 de março de 2021) foi um jornalista, radialista e comentarista político. Exerceu o cargo de prefeito do município de Vitória da Conquista, na Bahia; tendo anteriormente exercido o cargo de deputado estadual pelo mesmo estado. Trabalhou durante décadas na Rádio Clube de Conquista e posteriormente na Rádio Brasil FM apresentando o seu programa diário Resenha Geral.
Em 7 de dezembro de 2020, após ser reeleito prefeito de Vitória da Conquista em segundo turno, foi diagnosticado com COVID-19, sendo, alguns dias depois, internado em virtude de complicações e, posteriormente, transferido para São Paulo, onde não resistiu e morreu em 18 de março de 2021.
Em 14 de maio de 2021, a Estação de Transbordo de Vitória da Conquista foi nomeada Estação Herzem Gusmão, em homenagem póstuma ao ex-prefeito, após reforma iniciada em 2020. A mudança, oficializada por meio de um projeto de lei sancionado pela Câmara Municipal, foi entregue no dia 2 de junho de 2021, data em que o ex-prefeito completaria 73 anos.